# Ветро
Ве́тро или Ве́тров (нем. Wetro; в.-луж. Wětrowо файле) — деревня в Верхней Лужице, Германия. Входит в состав коммуны Пушвиц района Баутцен в земле Саксония. Подчиняется административному округу Дрезден.

## География
Находится на верхнелужицких сельскохозяйственных угодьях при юго-западной границе лужицкого католического района около 13 километров на северо-запад от Будишина. На северо-востоке от деревни находятся Несвачидло, на востоке — Вбогов (Wbohow, Uebigau) коммуны Нешвиц и на западе — Бошицы.
Территория деревни состоит из двух частей. На территории первоначальной деревни, основанной в 1374 году, в настоящее время находится завод «Feuerfestwerke Wetro», являющийся самым крупным производством коммуны Пушвиц. При строительстве этого завода для жителей была построена новая современная деревня. Обе части разделены друг от друга лесистым холмом, высотой 180—185 метров.

## История
Впервые упоминается в 1374 году под наименованием Wytrow. До XVIII века деревня находилась в собственности женского монастыря Мариенштерн.
С 1936 года входит в состав современной коммуны Пушвиц.
В настоящее время деревня входит в состав культурно-территориальной автономии «Лужицкая поселенческая область», на территории которой действуют законодательные акты земель Саксонии и Бранденбурга, содействующие сохранению лужицких языков и культуры лужичан.
Промышленность
С XVIII века в районе Паушвица, Ветро и Нешвица добывали глину, каолин и бурый уголь. Около Ветро находились глиняные шахты. В 1898 году в окрестностях Ветро открылся завод «Schamottewarenfabrik», который был национализирован в 1946 году и переименован в «VEB Feuerfestwerke Wetro». Завод специализировался по производству алюмосиликатных огнеупорных материалов.
Для жителей деревни были построены многоквартирные дома, а историческая деревня была снесена. Между 1959—1963 гг. завод стал крупнейшим перерабатывающим производством в ГДР. На производстве трудилось около 2100 человек, в том числе около семисот жителей деревни. После воссоединения Германии производство на заводе сократилось. В настоящее время завод входит в производственную группу «Preiss-Daimler».
Около деревни также действует плавильный завод «Mammut-Wetro», относящийся к классу III (опасное производство). Данный завод является единственным подобным производством во всей Саксонии.

## Население
Официальным языком в населённом пункте, помимо немецкого, является также верхнелужицкий язык.
До начала XX века деревня была преимущественно серболужицкой. Согласно статистическому сочинению «Dodawki k statisticy a etnografiji łužickich Serbow» Арношта Муки в 1884 году проживало 93 человека (из них — 91 серболужичанин (97 %)).
Структура и национальный состав деревни сильно изменились во времена ГДР. К 1965 году население деревни увеличилась в пять раз и она стала крупнейшим населённым пунктом коммуны Паушвиц (около 45 % от общей численности коммуны). Для жителей деревни было построено 11 многоквартирных домов (сегодня осталось девять) и дом-культуры.
После сокращения рабочих мест на заводе численность деревни значительно снизилась. В 2009 году было снесено два пустующих многоквартирных дома.
| 1834 | 1871 | 1890 | 1910 | 1925 | 2016 |
| ---- | ---- | ---- | ---- | ---- | ---- |
| 84   | 83   | 97   | 108  | 130  | 278  |